# 永定镇 (南部县)
永定镇，是中华人民共和国四川省南充市南部县下辖的一个乡镇级行政单位。

## 行政区划
永定镇下辖以下地区：
向前社区、通耳村、窑湾村、白鹤嘴村、养活村、百田村、高梯村、永定村、国清村、太平村、神童村、同心村、杏垭村、三合村、黄莲村、大游村和松树村。